# Fernando Kliche
Fernando Walter Kliche Hermida (né à Montevideo, le 8 octobre 1954) est un acteur uruguayen vivant au Chili depuis 1980.

## Biographie
Bien que sa profession est celle d'un vétérinaire, ce qui a été abandonné à poursuivre l'action, à la fois pour la télévision et le théâtre. Il est apparu dans des émissions comme la Video Loco, Maravillozoo et télénovelas comme Marrón Glacé. Il est le fils de l'acteur Walter Kliche et père de Ignacio, Federico (les deux acteurs), Antonella, Sebastián, Nicolás et Maximilian (ce dernier seulement 3 mois).

## Télévision

### Télénovelas
| Télénovelas | Télénovelas               | Télénovelas             | Télénovelas |
| Année       | Titre                     | Rôle                    | Chaîne      |
| ----------- | ------------------------- | ----------------------- | ----------- |
| 1981        | Casagrande                | Osvaldo Moreno          | Canal 13    |
| 1982        | Alguien por quien vivir   | Jaime Alcázar           | Canal 13    |
| 1983        | La noche del cobarde      | Aldo Narváez            | Canal 13    |
| 1983        | Las herederas             | Sergio Pino             | Canal 13    |
| 1984        | Andrea, justicia de mujer | Ernesto Gallegos        | Canal 13    |
| 1985        | La trampa                 | Máximo Arteaga          | Canal 13    |
| 1989        | La intrusa                | Jack Mine               | Canal 13    |
| 1990        | ¿Te Conté?                | Walter Medina           | Canal 13    |
| 1992        | Fácil de amar             | Carlos Ossandón         | Canal 13    |
| 1993        | Marrón Glacé              | Octavio Cantillana      | Canal 13    |
| 1994        | Champaña                  | Bruno Biondi            | Canal 13    |
| 1995        | El amor está de moda      | Andrés Correa           | Canal 13    |
| 1996        | Marrón Glacé, el regreso  | Octavio Cantillana      | Canal 13    |
| 1997        | Eclipse de Luna           | Padre Ignacio           | Canal 13    |
| 1998        | Amándote                  | Alfredo Brandehuer      | Canal 13    |
| 1999        | Algo está cambiando       | Charly Pastrián         | Megavisión  |
| 2002        | Buen partido              | Guillermo Carmona       | Canal 13    |
| 2005        | Gatas y tuercas           | Julián Filippi          | Canal 13    |
| 2007-2008   | Lola                      | Eduardo Padilla         | Canal 13    |
| 2009        | Corazón rebelde           | Franco Colucci          | Canal 13    |
| 2012        | Soltera otra vez          | Rudy Cordova            | Canal 13    |
| 2012        | Pobre rico                | Johnny Deem "El Gringo" | TVN         |
| 2014        | Pobre rico                | Germán Tobar            | TVN         |

### Séries télévisées
| Télénovelas | Télénovelas                                      | Télénovelas                   | Télénovelas |
| Année       | Titre                                            | Rôle                          | Chaîne      |
| ----------- | ------------------------------------------------ | ----------------------------- | ----------- |
| 2006        | La vida es una lotería - "Los Argentinos" (2006) | Tito                          | Mega        |
| 2009        | Experimento Wayápolis                            | Le mystérieux Seigneur Waipex | TVN         |

### Émissions de télévision
| Émissions de télévision | Émissions de télévision | Émissions de télévision           | Émissions de télévision |
| Année                   | Titre                   | Rôle                              | Chaîne                  |
| ----------------------- | ----------------------- | --------------------------------- | ----------------------- |
| 1991                    | Video Loco              | Lui-même                          | Canal 13                |
| 1995                    | Venga conmigo           | Plusieurs rôles                   | Canal 13                |
| 1996                    | Maravillozoo            | Lui-même                          | Canal 13                |
| 2001                    | Jappening con Ja        | Plusieurs rôles                   | Mega                    |
| 2004-2012               | Teatro en Chilevisión   | Plusieurs rôles                   | Chilevisión             |
| 2009                    | CQC                     | Lui-même (Invité le 23 août 2009) | Mega                    |
| 2012                    | Zona de Estrellas       | Lui-même - invité                 | Zona Latina             |
| 2013                    | Mundos opuestos 2       | Avocat du diable                  | Canal 13                |

## Publicité
- Metrogas (2013) : Protagoniste avec Walter Kliche et Ignacio Kliche.

### Sources
- (es) Cet article est partiellement ou en totalité issu de l’article de Wikipédia en espagnol intitulé « Fernando Kliche » (voir la liste des auteurs).